# Kubaninella
Kubaninella is een monotypisch geslacht van mosdiertjes uit de  familie van de Adeonidae en de orde Cheilostomatida

## Soort
- Kubaninella relicta Grischenko, Taylor & Mawatari, 2002